# Brenda Gandini
Brenda Gandini (Cipolletti, 8 agosto 1984) è un'attrice e modella argentina.

## Biografia
Gandini viene scoperta come attrice in un casting da Cris Morena. Nel 2003 inizia a comparire su tante riviste e nel 2004 su Hombre. Nel 2005 ha una parte nella seconda stagione di Flor - Speciale come te, i cui protagonisti sono Florencia Bertotti e Fabio Di Tomaso. Lei nel ruolo di Olivia si innamora di Franco Fritzenwalden personaggio interpretato da Benjamín Rojas. Ha cantato un pezzo della canzone Desde que te vi nel teatro, e poi ha cantato delle canzoni in Romeo y Julieta. Nel 2006 partecipa a Sos mi vida nei panni di María Azucena, e alla serie per ragazzi Chiquititas 2006, come Coni, una cattiva.
Nel 2007, il suo primo ruolo da protagonista nella serie per ragazzi Romeo y Julieta nel ruolo di Julieta, insieme ad Elías Viñoles che interpreta Romeo. Sempre nel 2007 in teatro realizza l'opera La jaula de las locas insieme a Miguel Ángel Rodríguez e Fernando Peña. Durante lo stesso anno, partecipa alla seconda edizione di Cantando por un Sueño, dove ha raggiunto la finale contro Tití Fernández, essendo la seconda classificata del concorso. Nel 2008 recita in Vidas robadas nel ruolo di Agustina Amaya. È anche protagonista di una serie su internet Dirígeme. Sempre nel 2008 ha fatto una sfilata di moda, chiamata Boda, e ha partecipato ad una campagna pubblicitaria per Boy London Watches, una marca di orologi. Nel 2009 ha una piccola parte nella telenovela Niní, nel ruolo di Jazmin. Poi è la cattiva della serie Ciega a citas. Alla fine dell'anno registra in Argentina una storia per il Messico, Los exitosos Pérez, nel ruolo di Adriana, una cattiva che ha fatto impatto sui messicani per la sua recitazione e bellezza. Sempre in questo anno è co-protagonista insieme a Gastón Ricaud dell'opera per ragazzi El hombre Araña.
Nel 2010 prende parte al cast della serie di Pol-ka Producciones Malparida, nel ruolo di Bárbara Castro. È apparsa sulla copertina di 7 Dias. In televisione è anche apparsa nella telenovela Los exitosos Pérez, nel 2010. Nello stesso anno ha partecipato ad un servizio fotografico per Lady Jane. Nel 2012 interpreta alla cattiva della miniserie La dueña, la telenovela che segna il ritorno di Mirtha Legrand alla televisione. Alla fine dell'anno è protagonista di Mi amor, mi amor insieme a Juan Gil Navarro e Jazmín Stuart. Nel 2014 interpreta Lucila Villa nella serie Noche y día. Nel 2017 interpreta l'avvocato della famiglia Alvarado chiamata Alina Cifuentes, nella telenovela Amar después de amar.

## Vita privata
Dal 2010 ha una relazione con Gonzalo Heredia. Il 16 agosto 2011 nasce il primo figlio della coppia, Eloy. Il 22 agosto 2017 nasce la seconda figlia della coppia, Alfonsina.

## Filmografia

### Cinema
- Las manos, regia di Alejandro Doria (2006)
- La vieja de atrás, regia di Pablo José Meza (2010)
- Mala, regia di Adrián Caetano (2013)
- Las Ineses, regia di Pablo José Meza (2016)
- Resentimental, regia di Leonardo Damario (2016)

### Televisione
- Flor - Speciale come te – serial TV (2005)
- Sos mi vida – serial TV (2006)
- Chiquititas – serial TV (2006)
- Romeo y Julieta – serial TV (2007)
- Vidas robadas – serial TV (2008)
- Todos contra Juan – serial TV (2008)
- Ciega a citas – serial TV (2008)
- Niní – serial TV (2009-2010)
- Los exitosos Pérez – serial TV (2010)
- Malparida – serial TV (2010)
- Historias de la primera vez – serial TV (2011)
- La dueña – miniserie TV (2012)
- Mi amor, mi amor – serial TV (2012-2013)
- Esa mujer – serial TV (2014)
- Noche y día – serial TV (2015)
- Amar después de amar – serial TV (2017)
- Samuraí – serial TV (2017-2019)
- Rizhoma Hotel – miniserie TV (2017)
- Morir de amor – serie TV (2018)
- Otros pecados – serie TV  (2019)

## Videografia
- 2006 – Luciano Pereyra - Porque aún te amo

## Teatro
- Floricienta, princesa de la terraza tour (2005)
- Floricienta, el tour de los sueños (2006-2007)
- La jaula de las locas (2008)
- Hombre Araña (2009)
- Abrázame (2010)
- El Secreto de la Vida (2014)
- Pieza plástica (2016)

## Doppiatrici italiane
Nelle versioni in italiano delle opere in cui ha recitato, Brenda Gandini è stata doppiata da:
- Valentina Mari in Flor - Speciale come te[8]